# Christ the King (Frankfurt am Main)
Christ the King ist die Bezeichnung des Kirchengebäudes und der Kirchengemeinde der Episkopal- und Anglikanischen Kirche in Frankfurt am Main.

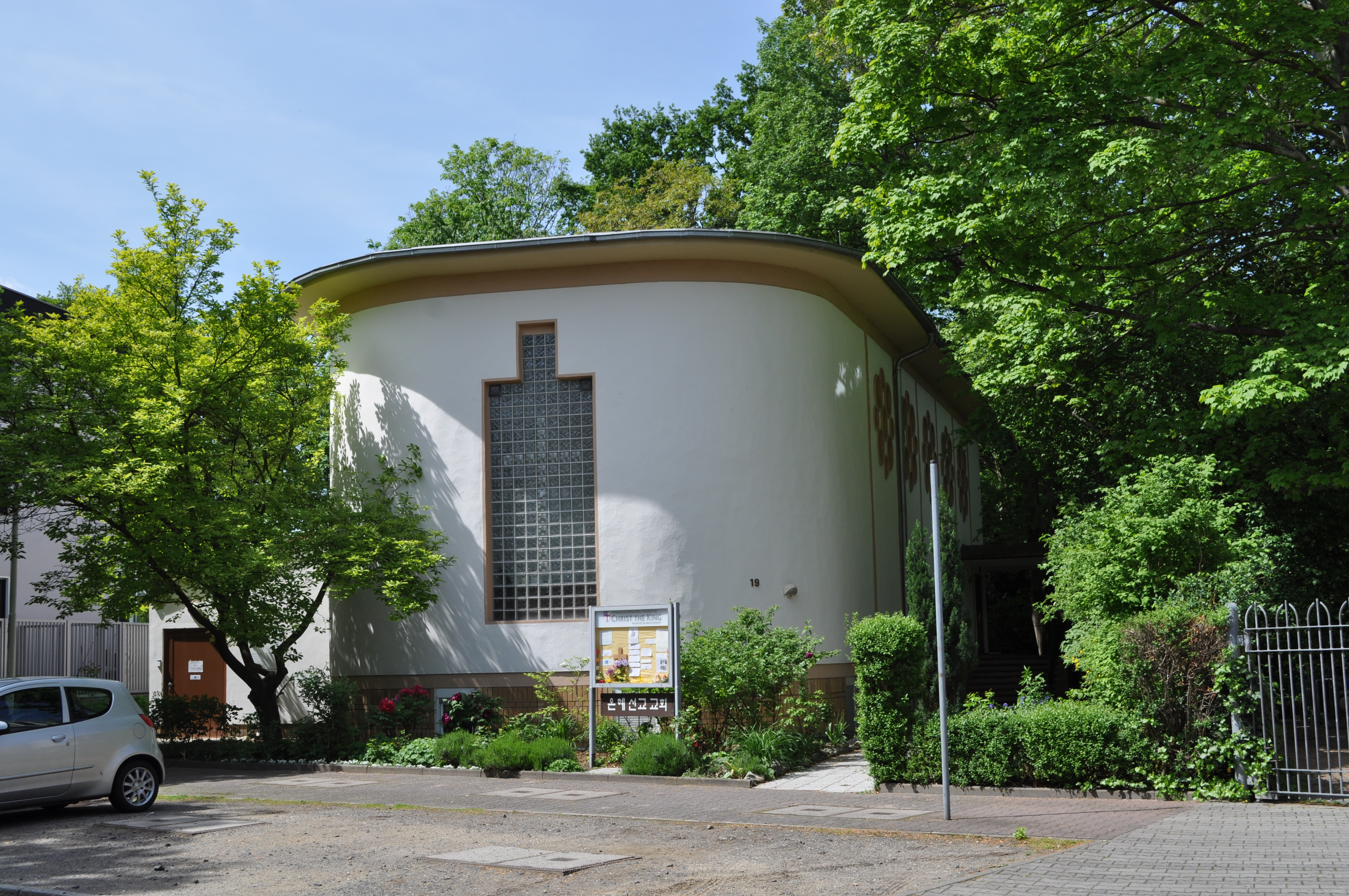
Chor der Kirche von außen

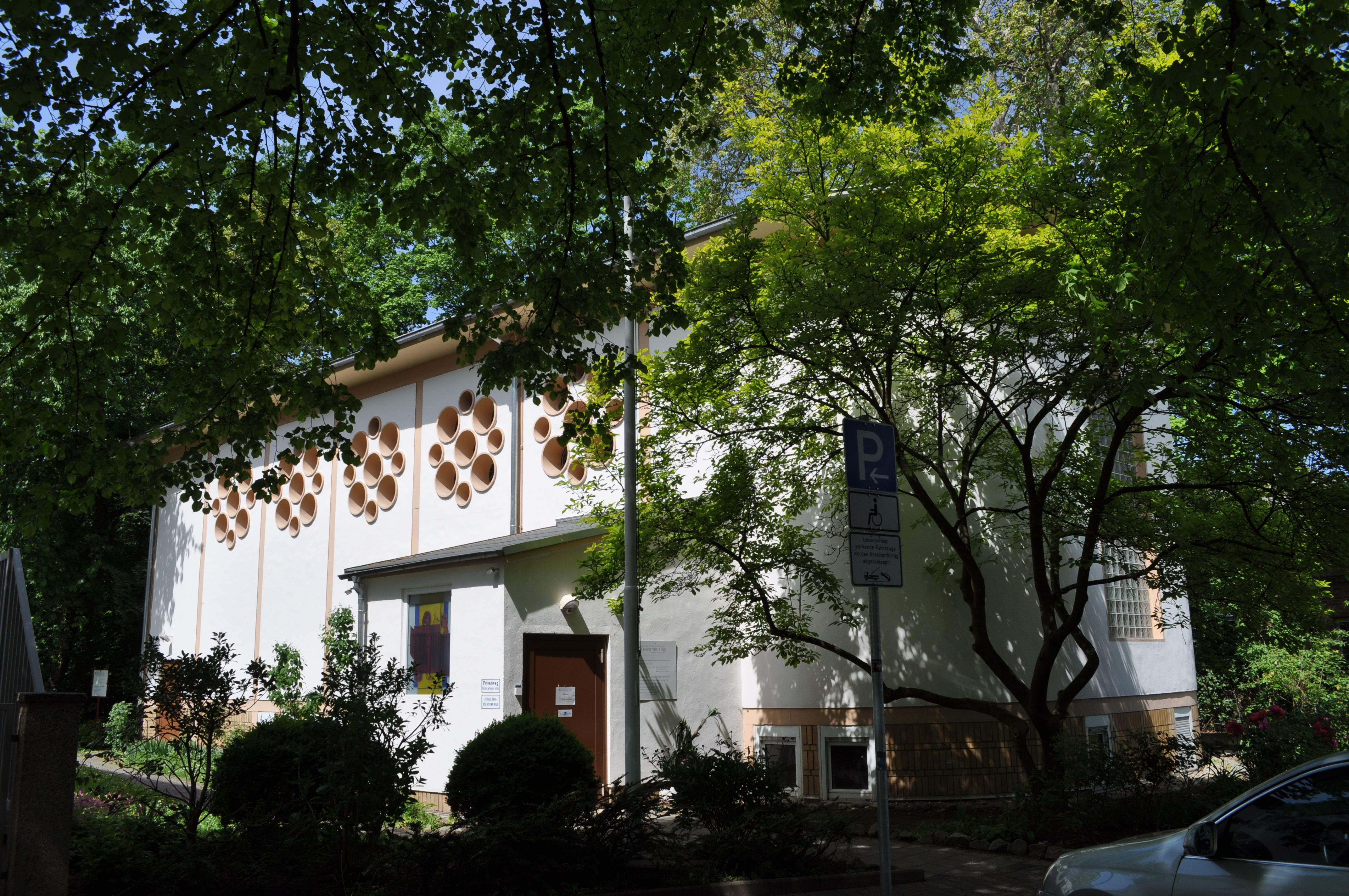
Seitenansicht

## Lage
Das Kirchengebäude von Christ the King liegt im Frankfurter Stadtteil Westend-Nord an der Sebastian-Rinz-Straße, in der Nähe von deren Einmündung in die Miquelallee. Die Postanschrift der Kirche lautet Sebastian-Rinz-Straße 22. Im Westen grenzt das Grundstück an den Nordteil des Grüneburgparks.

## Geschichte
Mit der US-amerikanischen Besetzung Frankfurts entstand in der Stadt auch eine englischsprachige episkopale Gemeinde. Für deren ersten Bedarf stellte die US-Armee ein Grundstück an der Ecke Hansaallee/Miquelallee zur Verfügung, und die Briten spendeten eine Nissenhütte als Kirchengebäude. Am Karfreitag 1949 wurde die Kirche geweiht.
Dieses Provisorium genügte bald nicht mehr. So taten sich die Anglikanische Kirche und die Altkatholische Gemeinde zusammen, um gemeinsam eine Simultankirche zu errichten. Letztere stellte das Baugrundstück, erstere trug überwiegend die Kosten für Bau und Ausstattung der Kirche, wobei eine Spende der Frauenvereinigung der US-amerikanischen Episkopalkirche den Bau erst ermöglichte. Entsprechend hatte die Kirche zunächst zwei Namen: St. Willibrord und St. Christopher. In den 1970er-Jahren einigten sich die beiden Gemeinden auf den gemeinsamen Namen Christ the King/Christ König. 1985 trennten sich die beiden Gemeinden, nachdem die Altkatholische Gemeinde sich für ein eigenständiges Kirchengebäude entschieden hatte. Die Anglikanische Gemeinde übernahm zum 1. Januar 1986 die Kirche Christ the King und nutzt es seitdem alleine.

## Gebäude
Architekt der Kirche war der Frankfurter Johannes Schmidt. Die Grundsteinlegung fand am 7. Juli 1956, die Weihe am 24. August 1958 statt. Ein ursprünglich geplanter Kirchturm, der frei neben dem Kirchengebäude stehen sollte, wurde letztlich nicht errichtet.
Das Gebäude verbreitert sich von Westen zum halbrunden, im Osten gelegenen Chor hin. Dort befindet sich der bühnenartig gestaltete Altarraum. Das Gebäude ist zweigeschossig. Im unteren Geschoss befinden sich Gemeinderäume, darüber der Kirchenraum mit Empore. Der Haupteingang liegt im Westen. Dort befindet sich auch die Taufkapelle. Etwa 250 Menschen finden in dem Kirchenraum Platz. Eine Reihe von Rundfenstern an den Seitenwänden des Langhauses gibt dem Raum Licht. Die Buntglasfenster wurden 1967 eingefügt. Ein weiteres Fenster belichtet den Chorumgang und ist von der Straße aus besser wahrzunehmen als aus dem Kirchenschiff. Dort war zunächst ein historistisches Fenster aus der im Zweiten Weltkrieg zerbombten Englischen Kirche von Bad Ems eingesetzt. Dieses Fenster ist angeblich Ende der 1960er-Jahre zerbrochen. Stattdessen wurde 1989 ein modernes Buntglasfenster eingesetzt, das 1993 durch einen detonierenden Feuerwerkskörper beschädigt wurde. Es wurde 2011 endgültig ausgebaut.
Die Orgel von wurde 1960 von E. F. Walcker & Cie. eingebaut. Sie hat elf Register, zwei Manuale und Pedal sowie eine mechanische Traktur.

## Gemeinde
Die Gemeinde war ursprünglich von Angehörigen der US-Streitkräfte geprägt. Mit deren Rückzug nahm auch die Zahl der Gemeindeglieder ab, die den Streitkräften angehörten. Zugleich aber nahm die Zahl der englischsprachigen Immigranten und der englischsprachigen, nur vorübergehend im Wirtschafts- und Finanzzentrum des Rhein-Main-Gebiets Tätigen zu.

## Weblink
- Website der Kirchengemeinde